# Down Rodeo
Down Rodeo – czwarty singel amerykańskiej grupy Rage Against the Machine z albumu Evil Empire wydany w 1997.
Piosenka odnosi się do nierówności społecznych między bogatymi a biednymi w Ameryce oraz do konfliktów klasowych, które były widoczne w rodzinnym mieście zespołu, Los Angeles, zwłaszcza po zamieszkach w Los Angeles w 1992.

## Lista utworów
1. „Down Rodeo”